# 덴버 커트스로트스
| 덴버 커트스로트스       |                                   |
| 콘퍼런스                | 베리 콘퍼런스 (2012년~2014년)     |
| 디비전                  | -                                 |
| 설립연도                | 2012년                            |
| 해체연도                | 2014년                            |
| 역사                    | 덴버 커트스로트스 (2012년~2014년) |
| 경기장                  | 덴버 콜리시엄                     |
| 연고지                  | 콜로라도주 덴버                   |
| 상징색                  | 파랑, 초록, 빨강, 하양            |
| 정규시즌 우승           | -                                 |
| 콘퍼런스 우승           | -                                 |
| 디비전 우승             | -                                 |
| 레이 미론 프레지던트 컵 | -                                 |
| 영구 결번               | -                                 |

덴버 커트스로트스(Denver Cutthroats)는 미국 콜로라도주 덴버를 연고지로 하는 2012년부터 2014년까지 CHL 소속 아이스 하키팀이 있었다.

## 역대 홈경기장
| 경기장            | 사용기간      | 수용인원 | 장소            | 비고 |
| ----------------- | ------------- | -------- | --------------- | ---- |
| 덴버 커트스로트스 |               |          |                 |      |
| 덴버 콜리시엄     | 2012년~2014년 | 8,140명  | 콜로라도주 덴버 | 빈칸 |

## 같이 보기
- 덴버 스퍼스
- 콜로라도 이글스
- 록키마운틴 레이지